# 野口駅
野口駅（のぐちえき）は、かつて兵庫県加古川市野口町良野にあった、日本国有鉄道（国鉄）高砂線・別府鉄道野口線の駅（廃駅）である。

## 概要
高砂線と別府鉄道線の接続駅だったが、両線とも列車本数が少なく、付近を走る国鉄山陽本線や山陽電気鉄道本線がこの地域の旅客輸送の大半を担っていたこともあり、市街にあり、加古川市役所からは一番近い鉄道駅だったにもかかわらず、日中は乗客は多く見られなかった。
その姿から、「日本一寂しい国鉄・私鉄の接続駅」と呼ばれることもあったとされる。

## 歴史
- 1913年（大正2年）12月1日：播州鉄道の北在家駅（旅客駅）として開業[2][3]。
- 1914年（大正3年）9月25日：野口駅に改称[2][3]。
- 1917年（大正6年）10月9日：野口停留場に降格[2]。
- 1921年（大正10年）9月3日：別府鉄道野口線が開業。
- 1923年（大正12年）12月21日：播州鉄道が播丹鉄道に駅を譲渡。
- 1943年（昭和18年）6月1日：播丹鉄道線が国有化、鉄道省高砂線となる[2]。同時に野口駅に昇格[2]。
- 1945年（昭和20年）1月11日：不要不急線として、資材供出のため別府鉄道線が休止。
- 1947年（昭和22年）5月22日：別府鉄道線が営業再開。
- 1959年（昭和34年）5月1日：荷物の取扱を廃止[4]。
- 1984年（昭和59年）
  - 2月1日：別府鉄道野口線廃止。
  - 12月1日：国鉄高砂線廃止[2][3]。

## 駅構造
駅舎のない無人駅で、島式ホーム1面2線の配線となっており、西側のホームを高砂線が、東側のホームを別府鉄道線が使用していた。ホームの北端には一応改札用の柵も設けてあったが、ほとんど利用されていなかった。別府鉄道線ホームには客車列車時代の名残で、機回し線が残存していた。

## 駅周辺
- 加古川市役所
- 加古川市民会館
- 加古川労働基準監督署

## 跡地

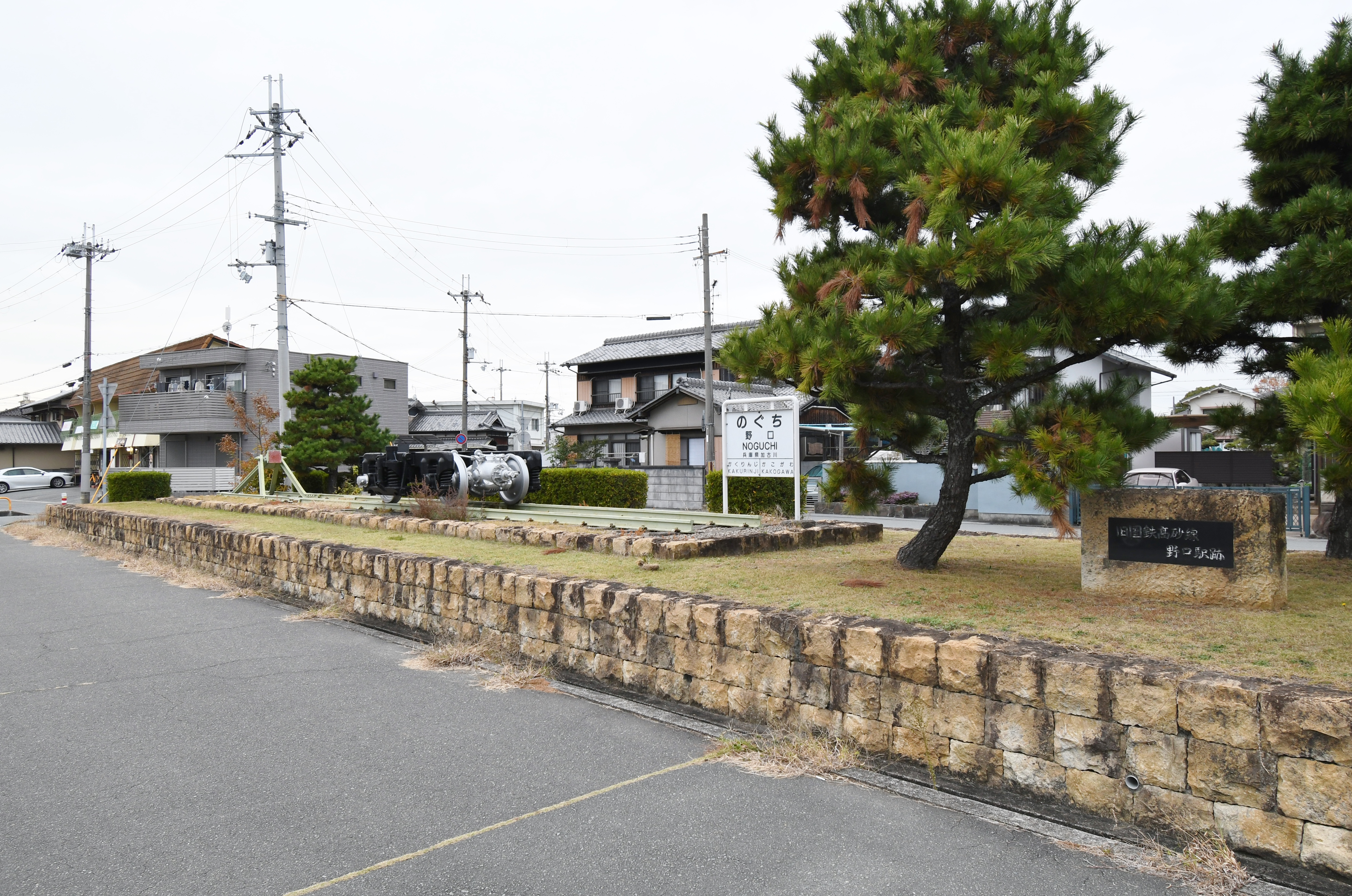
野口駅跡（2022年11月）

付近の高砂線跡は車道として、別府鉄道野口線跡は歩道として整備されており、野口駅跡には駅があったことを示すモニュメントと、線路・台車（キハ35系）・駅名標（裏に沿革を記述）が1988年2月27日に設置された。

## その他
野口五郎がアイドルとして人気絶頂だった1970年代には、「幸福駅」に始まる「縁起駅名」ブームの中で、愛媛県の五郎駅とあわせて紹介されることがあった。ただし、そのころすでに当駅は無人駅で、入場券や「野口から五郎行き」の乗車券を買ったりすることはできなかった。

## 隣の駅
日本国有鉄道
高砂線
加古川駅 - 野口駅 - 鶴林寺駅
別府鉄道
野口線
野口駅 - 藤原製作所前駅